# Marvel Super-Heroes
Cet article concerne la série de comics. Pour le jeu vidéo, voir Marvel Super Heroes.
Marvel Super-Heroes est une série de comics publiée par Marvel Comics de 1967 à 1972. Elle avait été précédée par un Marvel Super-Heroes Special en 1966.
Les onze premiers numéros, intitulés Fantasy Masterpieces et sous-titrés From the golden age of Marvel, #1-11, étaient des anthologies d'histoires fantastiques et d'horreur parues dans les années 1950 chez Atlas comics et, à partir du #3, d'histoires de l'âge d'or de Timely Comics. Au numéro 12 (décembre 1967), le comics fut retitré Marvel Super-Heroes et, tout en continuant les rééditions, devint une publication pour tester de nouveaux super-héros de l'univers Marvel :
- #12 (déc. 1967) : The Coming of Captain Marvel par Stan Lee, Gene Colan et Frank Giacoia. Première apparition de Mar-Vell
- #13 (mars 1968) : Where Walks the Sentry par Roy Thomas, Gene Colan et Paul Reinman. Deuxième apparition de Mar-Vell
- #15 (juil. 1968) : Let the Silence Shatter par Archie Goodwin, Gene Colan et Vince Colletta. Histoire de Médusa en solo
- #17 (nov. 1968) : The Black Knight Reborn par Roy Thomas, Howard Purcell et Dan Adkins. Apparition du Chevalier noir moderne
- #18 (jan. 1969) : Guardians of the Galaxy par Arnold Drake, Gene Colan et Mike Esposito. Première apparition des Gardiens de la Galaxie
- #19 (mars 1969) : My Father, My Enemy par Arnold Drake et Steve Parkhouse, George Tuska. Apparition du Ka-Zar moderne
- #20 (mai 1969) : This Man, This Demon par Roy Thomas, Larry Lieber, Frank Giacoia et Vince Colletta. Histoire du Docteur Fatalis en solo.

À partir du numéro 21, Marvel Super-Heroes redevint un magazine de réimpressions jusqu'au numéro 32 (1972).
Une seconde série intitulée Fantasy Masterpieces et comprenant 14 numéros parut en 1979-1980.